# 모자이크 (웹 브라우저)
모자이크(Mosaic)는 1993년 미국 일리노이 대학교 NCSA 연구소의 대학생이었던 마크 앤드리슨(Marc Andreessen)과 에릭 비나(Eric Bina)가 공동 개발한 웹 브라우저이다. 팀 버너스리가 만든 기존의 WorldWideWeb 브라우저가 텍스트 위주였던 것과 달리, 모자이크는 이미지를 표시할 수 있는 최초의 그래픽 웹 브라우저였다. 출시 후 폭발적인 반응을 얻었으나, 개발 책임자였던 마크 앤드리슨이 동료들을 데리고 1994년 넷스케이프 회사를 설립하고 넷스케이프 내비게이터 웹 브라우저를 개발함에 따라 사실상 개발이 중단되었다. 1994년 모자이크는 스파이글래스(Spyglass) 회사에 인수되었다. 1995년 마이크로소프트는 스파이글래스 회사에 저작권료를 지급하고 기존 모자이크 웹 브라우저의 소스 코드를 활용하여 인터넷 익스플로러 웹 브라우저를 개발했다. 모자이크는 1997년 1월 7일자로 공식적인 지원과 개발이 중단되었지만, NCSA FTP 서버 보관됨 2001-03-09 - 웨이백 머신에서 계속 다운로드할 수 있다.

## 역사
NCSA 모자이크는 NCSA의 마크 앤드리슨과 에릭 비나가 본래 유닉스의 X 윈도 시스템을 위해 설계/개발했다. 모자이크의 개발은 1992년 12월 시작됐다. 1.0 버전이 1993년 4월 22일 출시되고, 이후 1993년 여름 동안 두 개의 보완 버전이 나왔다. 1993년 12월에는 2.0 버전 출시와 함께 애플 매킨토시와 마이크로소프트 윈도우용 1.0 버전이 출시되었다. 에이콘 아르키메데스용 포팅을 1994년 5월에 추진하기도 했다.
모자이크는 인터넷이 교육 기관이나 대규모 산업 연구소 밖으로 급속도로 팽창하던 때, 제한된 정보 서비스(당시는 대개 FTP, 유즈넷, 고퍼 정도)만이 존재하던 인터넷 환경에 매끄러운 멀티미디어 그래픽 사용자 인터페이스를 제공하는 최초의 프로그램이었기 때문에 "1990년대의 최고 인기 프로그램"으로 올라서게 되었다.
NCSA 모자이크는 상용 소프트웨어 프로그램으로서는 관대한 라이선스를 채택했다. 모든 버전에서 비상업적 목적의 사용은 일정한 제한을 제외하고는 자유로웠다. 게다가 유닉스 X 윈도 시스템 버전의 소스 코드는 공개 배포되었다(다른 버전의 소스 코드는 동의 아래 이용 가능했다). 그러나 끊임없는 소문에도 불구하고, 모자이크가 주요 브라우저로서 군림하던 시기에 오픈 소스 소프트웨어로서 출시된 적은 없으며, 구입하지 않은 경우에는 언제나 사용에 제약이 있었다.
그 뒤에 모자이크 개발팀의 지휘자였던 마크 앤드리슨은 실리콘 그래픽스(SGI)의 창립자들 가운데 한 명인 짐 클락과 함께 NCSA를 떠나 일리노이 대학교의 전 학생과 교원을 데리고 나중에 넷스케이프 내비게이터를 출시하는 넷스케이프 커뮤니케이션스 코퍼레이션이 될 모자이크 커뮤니케이션즈 코퍼레이션을 창립했다.
스파이글래스에서 자신들의 독자 웹 브라우저의 출시를 위해 기술과 상표를 라이선스했지만, NCSA 모자이크의 소스 코드는 사용하지는 않았다.  스파이글래스 모자이크는 이후에 마이크로소프트에게 라이선스되어 인터넷 익스플로러로 이름이 바뀌게 된다.
모자이크의 인기는 넷스케이프 네비게이터의 출시 이후 시들해가다가 1998년에는 사용자가 거의 사라졌다.

## 같이 보기
- 웹 브라우저 목록
- 웹 브라우저 시장 점유율